# Schwestern vom gemeinsamen Leben
Die Schwestern vom gemeinsamen Leben entstanden im Zusammenhang mit der Devotio moderna des 14. Jahrhunderts. Sie waren das weibliche Gegenstück zu den Fraterherren. Seit Anfang des 15. Jahrhunderts breitete sich die Schwesternschaft von den Niederlanden ausgehend auch im heutigen Deutschland aus.

## Geschichte und Charakteristik
Als Begründer der Frömmigkeitsbewegung der Devotio Moderna gilt Gerhard Groote (1340–1384). Er stiftete 1379 sein Elternhaus in Deventer für das erste Schwesternhaus. Das Meester-Geertshuis wurde zum Mutterhaus der Schwestern vom gemeinsamen Leben. Von den Niederlanden aus breitete sich die Bewegung auch im heutigen Deutschland aus. Dabei lag der Schwerpunkt auf dem niederdeutschen Raum. Heinrich von Ahaus, der auch das Fraterhaus in Münster begründete, hat auch Schwesternhäuser etwa in Borken, Coesfeld, Wesel, Dinslaken, Lippstadt, Schüttdorf und Münster ins Leben gerufen. Weiter nördlich gab es unter anderem Gemeinschaften in Bützow, Lübeck, Plön, Neumünster sowie östlich in Neustadt.
Das Ideal der Schwestern war eine innere Frömmigkeit und eine am Evangelium orientierte Lebensweise. Es ging ihnen sowohl um die innere Vollendung, wie auch um den Dienst am Nächsten und der Gemeinschaft. 
Es gab keine Ordensregel. Allerdings hat Groote Statuten für das Mutterhaus entworfen. Diese wurden von den einzelnen Gemeinschaften an die örtlichen Gegebenheiten angepasst. Im Gegensatz etwa zu den Beginen handelte es sich um ein wirklich gemeinschaftliches Leben. Es gab ein Refektorium und ein Dormitorium. Die Schwestern hatten gemeinschaftlichen Besitz und gemeinsame Einkünfte. Sie trugen keinen Habit und legten kein Gelübde ab. Die Bindung an die jeweiligen Hausstatuten war freiwillig. Die Schwestern konnten die Gemeinschaft verlassen. Sie mussten dabei aber dann auf das mit in die Gemeinschaft eingebrachte Eigentum verzichten. Ihren Lebensunterhalt verdienten sie meist mit Handarbeit. Vielfach widmeten sie sich dem Spinnen und der Weberei. An der Spitze stand eine Meisterin oder Mutter sowie ein Beichtvater.
Die Bettelorden standen den Brüdern und Schwestern vom gemeinsamen Leben ablehnend gegenüber, weil diese das Betteln ablehnten und die Handarbeit für ein tugendhaftes Leben für nötig hielten. Der Versuch der Bettelorden, vom Konzil von Konstanz ein Verbot der Bewegung zu erreichen, scheiterte.
Überörtlich locker organisiert waren die Schwesternhäuser in den Niederlanden im Kolloquium von Zwolle, in Norddeutschland im Kolloquium von Münster und in Süddeutschland im Generalkapitel von Marienthal. Ein zentraler Verband oder eine Kongregation entstand nicht. 
Die Zahl der Schwesternhäuser ist nicht völlig klar, da die Abgrenzung gegenüber den Beginen und den Klöstern mit der Augustinusregel, also den Augustiner-Chorfrauen, schwierig ist. Um Widerständen und Kritik zu entgehen, nahmen die meisten Häuser diese Regel an. Die meisten führten in abgemilderter Form auch die Klausur ein. Insgesamt kam es zu einer Angleichung an eine klösterliche Lebensweise. Dies gilt etwa für die Häuser in Münster und Coesfeld. Daher schwanken die Zahlen für Deutschland zwischen 33 und über 100. In den Niederlanden gab es etwa 80 Gemeinschaften. Diese hatten teilweise über 100 Mitglieder. Viele Niederlassungen gingen während der Reformation unter.
1975 wurden die Brüder vom Gemeinsamen Leben und die Schwestern vom Gemeinsamen Leben im Schwarzwald wiederbelebt. Seit 1989 lebt eine Gemeinschaft der Schwestern vom Gemeinsamen Leben in Spabrücken.